# Тонга на Чемпіонаті світу з водних видів спорту 2015
Тонга взяла участь у Чемпіонаті світу з водних видів спорту 2015, який пройшов у Казані (Росія) від 24 липня до 9 серпня.

## Плавання
Тонганські плавці виконали кваліфікаційні нормативи в дисциплінах, які наведено в таблиці (не більш як 2 плавці на одну дисципліну за часом нормативу A, і не більш як 1 плавець на одну дисципліну за часом нормативу B):
Чоловіки
| Спортсмен   | Дисципліна           | Попередній заплив | Попередній заплив | Півфінал        | Півфінал        | Фінал           | Фінал           |
| Спортсмен   | Дисципліна           | Час               | Місце             | Час             | Місце           | Час             | Місце           |
| ----------- | -------------------- | ----------------- | ----------------- | --------------- | --------------- | --------------- | --------------- |
| Аміні Фонуа | 100 м брасом         | 1:04.28           | 55                | Завершив виступ | Завершив виступ | Завершив виступ | Завершив виступ |
| Іфа Паеа    | 100 м вільним стилем | 52.21             | 74                | Завершив виступ | Завершив виступ | Завершив виступ | Завершив виступ |
| Іфа Паеа    | 100 м батерфляєм     | 55.80             | 52                | Завершив виступ | Завершив виступ | Завершив виступ | Завершив виступ |

Жінки
| Спортсменка    | Дисципліна           | Попередній заплив | Попередній заплив | Півфінал         | Півфінал         | Фінал            | Фінал            |
| Спортсменка    | Дисципліна           | Час               | Місце             | Час              | Місце            | Час              | Місце            |
| -------------- | -------------------- | ----------------- | ----------------- | ---------------- | ---------------- | ---------------- | ---------------- |
| Чарісса Пануве | 100 м вільним стилем | 1:05.65           | 84                | Завершила виступ | Завершила виступ | Завершила виступ | Завершила виступ |
| Чарісса Пануве | 100 м батерфляєм     | 1:16.48           | 68                | Завершила виступ | Завершила виступ | Завершила виступ | Завершила виступ |
| Ірен Прескотт  | 50 м вільним стилем  | 28.74             | 82                | Завершила виступ | Завершила виступ | Завершила виступ | Завершила виступ |
| Ірен Прескотт  | 50 м батерфляєм      | 31.90             | 58                | Завершила виступ | Завершила виступ | Завершила виступ | Завершила виступ |